# Hidryta sordida
Hidryta sordida är en stekelart som först beskrevs av Tschek 1871.  Hidryta sordida ingår i släktet Hidryta och familjen brokparasitsteklar. Arten är reproducerande i Sverige. Inga underarter finns listade i Catalogue of Life.